# Rajpur Tulsi
Rajpur Tulsi – gaun wikas samiti w środkowej części Nepalu  w strefie Narajani w dystrykcie Rautahat. Według nepalskiego spisu powszechnego z 2001 roku liczył on 744 gospodarstw domowych i 4479 mieszkańców (2197 kobiet i 2282 mężczyzn).